# S. Ramachandran Pillai
S. Ramachandran Pillai, född 7 februari 1938, är en kommunistisk politiker i den indiska delstaten Kerala. Han är sedan 1992 medlem av politbyrån i Communist Party of India (Marxist) (CPI M), och är generalsekreterare i All India Kisan Sabha ("Jordbrukarförbundet").
Pillai var chefredaktör för CPI(M):s malayalamspråkiga huvudorgan, Deshabhimani, 1987 - 1991. Han satt som ledamot av Rajya Sabha 1991 - 2003.